# انتقادات هيومن رايتس ووتش
كانت المنظمة غير الحكومية هيومن رايتس ووتش (HRW) موضع انتقادات من عدد من المراقبين بما في ذلك منظمات غير حكومية أخرى ووسائل الإعلام والحكومات وما إلى ذلك.
تندرج هذه الانتقادات عموما تحت بند التحيز المزعوم أو الاستجابة المتأخرة من قبل هيومن رايتس ووتش في كتابة تقاريرها. أما بخصوص قضية التحيز فقد اتُهمت هيومن رايتس ووتش بالتأثر بسياسات الولايات المتحدة ومحاولة إصدار تقارير تُسيء لدول أمريكا اللاتينية بالإضافة إلى تحريف قضايا حقوق الإنسان في كل من إريتيريا وإثيوبيا. أيضا هناك نقطة الانحياز لصالح إسرائيل -أو الانحياز ضدها- خلال الصراع العربي الإسرائيلي. لكن وفي المقابل فقد ردت هيومان رايتس ووتش علنا على كل الانتقادات الموجهة إليها من خلال تفسير كل قضية وموضوع على حدى مما زاد من نسبة مصداقيتها وتأثيرها على مستوى السياسات الدولية.

## الادعاءات بالتحيز الأيديولوجي
اتُهمت هيومن رايتس ووتش بالتحيز خلال جمعها للأدلة وخاصة خلال استجوابها للشهود العيان في كل من غزة وأفغانستان حيث لا تهتم بما يقوله أفراد الشرطة والجيش كما تُشكك دوماً في ما يقوله أفراد الزي الموحد. اتهم مؤسِّس المنظمة روبرت بيرنشتاين رايتس ووتش بالمنظمة التي تعتمد في بحثها على «أساليب غريبة» حيث تجمع قصص من شهود لا يُمكن التحقق منهم كما لا تهتم بمعرفة دوافع الشهود وخلفيتهم السياسية أو حتى خوفهم من انتقام الحُكَّام. في أكتوبر 2009 أكد بيرنشتاين أن المنظمة فقدت المنظور النقدي على الأحداث في الشرق الأوسط فقال: «هناك مناطق تحكمها أنظمة استبدادية لديها سجل مروع في مجال حقوق الإنسان، لكن وبالرغم من ذلك فهيومن رايتس ووتش تُركز على إسرائيل فقط وتُدين انتهاكاتها للقانون الدولي أكثر من أي بلد آخر في المنطقة.» ردت هيومن رايتس ووتش على ادعاءات بيرنشتاين وأكدت على أن المنظمة تُركز على كل دول العالم وتُكرس المزيد من الوقت والطاقة إلى لدول أخرى في المنطقة بما في ذلك إسرائيل نفسها. أمّا توم بورتوس مدير هيومان رايتس ووتش فرع لندن فقد كان رده حازما وقويا من خلال رفض ما جاء بيرنشتاين فقال: «هناك معايير مزدوجة واضحة في كلام بيرنشتاين ... يجب على المنظمات الدولية غير الحكومية تطبيق نفس معايير حقوق الإنسان في جميع البلدان.»
وفقا لجريدة ذي تايمز فإن هيومن رايتس ووتش تحظى بنصيب وافر وكبير من الشفافية والتسامح والمساءلة بل والبحث عمن يُعاني من انتهاكات لحقوقه، أما جريدة العصر فقد اتهمت المنظمة وزعمت أن بها خلالا ما مدعية في الوقت ذاته أنها تتجاهل انتهاكات حقوق الإنسان في بعض الأنظمة في حين تغطي مناطق صراع أخرى (وخصوصا إسرائيل) بشكل مكثف. أصدرت منظمة هيومان رايتس ووتش خمس تقارير عن إسرائيل في أربعة عشر شهرا؛ في حين لم تُصدر سوى أربعة تقارير في ظرف عشرين عاما فيما يتعلق بالنزاع في كشمير (على الرغم من وقوع 80,000 حالة وفاة بسبب الصراع في كشمير بالإضافة إلى حالات التعذيب والقتل خارج نطاق القضاء التي تحدث على نطاق واسع). انتُقدت المنظمة أيضا بسبب «صمتها» وعدم كتابتها لأي تقرير فيما يخص أعمال العنف التي أعقبت الانتخابات والقمع في إيران. في الموضوع نفسه قال مصدر لجريدة التايمز: «إيران دولة سيئة ويجب تسليط الضوء عليها، بل يجب تسليط الضوء على قلوب صناع القرار داخلها. دعونا نواجه الأمر، الشيء الذي يثير الريبة حقا هي إسرائيل.» بشكل عام تتركز الانتقادات في تغطيتها للحروب والنزاعات فمثلا لم تهتم هيومنرايتس ووتش بالصراع في شمال لبنان 2007 كما لم تُركز على وضعية اللاجئين في مخيم نهر البارد حيث أصدرت بيان صحفي واحد بدون تقرير. نفس الأمر بالنسبة لتغطية المنظمة للانتهاكات ضد الفلسطينيين حيث كتبت ثلاث بيانات صحفية نددت فيهما بتصرفات السلطة الفلسطينية، حركة حماس وحكومات كل من الكويت، الأردن والعراق.
في شباط/فبراير 2013 كتب نيك كوهين في جريدة المشاهد قائلا: «تُلقي منظمة العفو الدولية وهيومن رايتس ووتش نظرة الرعب على أولئك الذين يتحدثون عن القتل والتشويه والقمع لكن عندما يكون القتلة من الفئة الظالمين تصمت كل المنظمات.» عاد روبرت بيرنشتاين لإثارة الجدل بعدما اتهم منظمة هيومن رايتس ووتش بالسماح للأنظمة القمعية للعب «لعبة التكافؤ الأخلاقي» كما اتهمها بالفشل في جمع الأدلة وعدم الاعتراف باقتراف أخطاء خلال دفاعها عن حقوق الإنسان. تهجمت بعض الصحف المغمورة في الولايات المتحدة على موظفي المنظمة واعتبرتهم ذو توجه سياسي معين بما في ذلك جو ستورك وسارة ليا ويتسون حيث جاء في إحدى المقالات: «من الناحية النظرية يجب على منظمة مثل منظمة مراقبة حقوق الإنسان اختيار موظفيها وباحثيها بعناية لا أن يكونوا على جانب واحد.» اتُهمت هيومن رايتس ووتش أيضا بعدم قدرتها على إدراك التهديدات التي يشكلها التطرف الإسلامي والإيديولوجية اليسارية كما انتُقدت بسبب عدم تركيزها على تنظيمات وُصفت بالخطيرة مثل حزب الله، حماس وتنظيم القاعدة بالإضافة إلى باقي الجماعات مماثلة.
في أيار/مايو 2014 تم إرسال رسالة مفتوحة إلى هيومن رايتس ووتش انتقدوها فيها بسبب علاقاتاها الوثيقة مع حكومة الولايات المتحدة. تَمَّ توقيع الرسالة من قبل الحاصِليَن على جائزة نوبل للسلام أدولفو بريز إيسكيبل وميريد كوريغان بالإضافة إلى المساعد السابق للأمين العام للأمم المتحدة هانز فون سبونيك ومقرر الأمم المتحدة الخاص لحقوق الإنسان في الأراضي الفلسطينية ريتشارد أ. فالكو ثم أكثر من 100 من العلماء والشخصيات الثقافية. جدير بالذكر هنا أن عددا من موظفي هيومن رايتس ووتش كانوا قد شاركوا في السياسة الخارجية لحكومة الولايات المتحدة بما في ذلك توم مالينوفسكيسابقا القريب من مادلين أولبرايت والمستشار الخاص لبيل كلينتون ثم مساعد وزير الخارجية لشؤون الديمقراطية وحقوق الإنسان والعمل جون كيري أما عضوي اللجنة الاستشارية في المنظمة فهما مايلز فريشيت (سفير سابق للولايات المتحدة في كولومبيا) ومايكل شيفتر (المدير السابق للصندوق الوطني للديمقراطية التابع للولايات المتحدة).

## الادعاءات المتعلقة بأمريكا اللاتينية
كتب روبرت نايمان مدير السياسة الخارجية أن كتب هيومان رايتس «تتأثر بشدة وفي كثير من الأحيان» بسياسة الولايات المتحدة الخارجية.

### فنزويلا
أثار مرصد حقوق الإنسان في فنزويلا جدل في أيلول/سبتمبر 2008 عندما لفت الانتباه إلى طرد الحكومة طرد لاثنين من أعضاء هيومان رايتس ووتش بعدما وجهت لهما تهم ثقيلة بما فس ذلك «القيام بأنشطة معادية للدولة». خلال تلك الفترة صرَّح وزير الخارجية نيكولاس مادورو قائلا: «هذه الجماعات يرتدي ملابس المدافعين عن حقوق الإنسان لكنها تحظى بتمويل من الولايات المتحدة ... تتماشى [هذه المنظمات] مع سياسة أمريكا في مهاجمة البلدان السائرة في بناء اقتصادها.»

### هندوراس
في 21 آب/أغسطس من عام 2009 كتب 93 أكاديميا ومحللا من المملكة المتحدة، الولايات المتحدة، كندا، أستراليا، المكسيك، كولومبيا وبلدان أخرى رسالة مفتوحة انتقدوا فيها هيومن رايتس ووتش بسبب «غياب البيانات والتقارير» حول انتهاكات حقوق الإنسان في هندوراس بعد انقلاب الثامن من تموز/يوليو 2009. ووفقا لمرسلي الرسالة فإن رايتس ووتش لم تُنبه ولم تكلِّف نفسها عناء البحث في «عمليات القتل خارج نطاق القضاء والاحتجاز التعسفي والاعتداءات الجسدية والاعتداءات على الصحافة -كثير منها قد تم توثيقه جيدا- التي حدثت في هندوراس من قبل النظام الانقلابي ضد أنصار الديمقراطية والدستورية في حكومة مانويل زيلايا» ثم طالبوا -في نهاية راسالتهم- منظمة هيومن رايتس ووتش بالإدلاء ببيان قوي يدين انتهاكات حقوق الإنسان في تلك الدولة ويعقبه إجراء تحقيقات خاصة ومكثفة. ذكر الموقعون على الرسالة أيضا أن إدارة أوباما تدعم بحكم الواقع حكومة روبرتو ميشيليتي كما تقوم بتقديم مساعدات مالية له من خلال مؤسسة تحدي الألفية وغيرها من المنظمات التي تهدف إلى تدريب الطلاب على العمل العسكري في هندوراس في مدرسة الأمريكيتين في ظل تجاهل واضح لحالة حقوق الإنسان داخل الدولة. بعد أربعة أيام من هاته الانتقادات «الشرسة» التي طالت المنظمة؛ نشرت هيومان رايتس ووتش تقريرا أوليا حول حقوق الإنسان في هندوراس مستعينة في ذلك بتقارير أخرى صادرة عن محكمة الدول الأمريكية لحقوق الإنسان بتاريخ 21 آب/أغسطس من نفس العام، وأشارت التقارير السابقة (نُشرت حتى 8 يوليو): «بالنظر إلى حجم الانتهاكات المزعومة وبالنظر أيضا إلى تاريخ المنطقة الذي يعج بالانقلابات الدموية فإنه فعليا قد حصلت انتهاكات واسعة النطاق لحقوق الإنسان تستدعي التدخل المباشر من خلال إقرار هيئة التحقيق تلقى دعما وتمويلا من لجنة البلدان الأمريكية لحقوق الإنسان.»

## انتقادات بشأن الصراع العربي–الإسرائيلي

### ادعاءات بالتحيز ضد إسرائيل

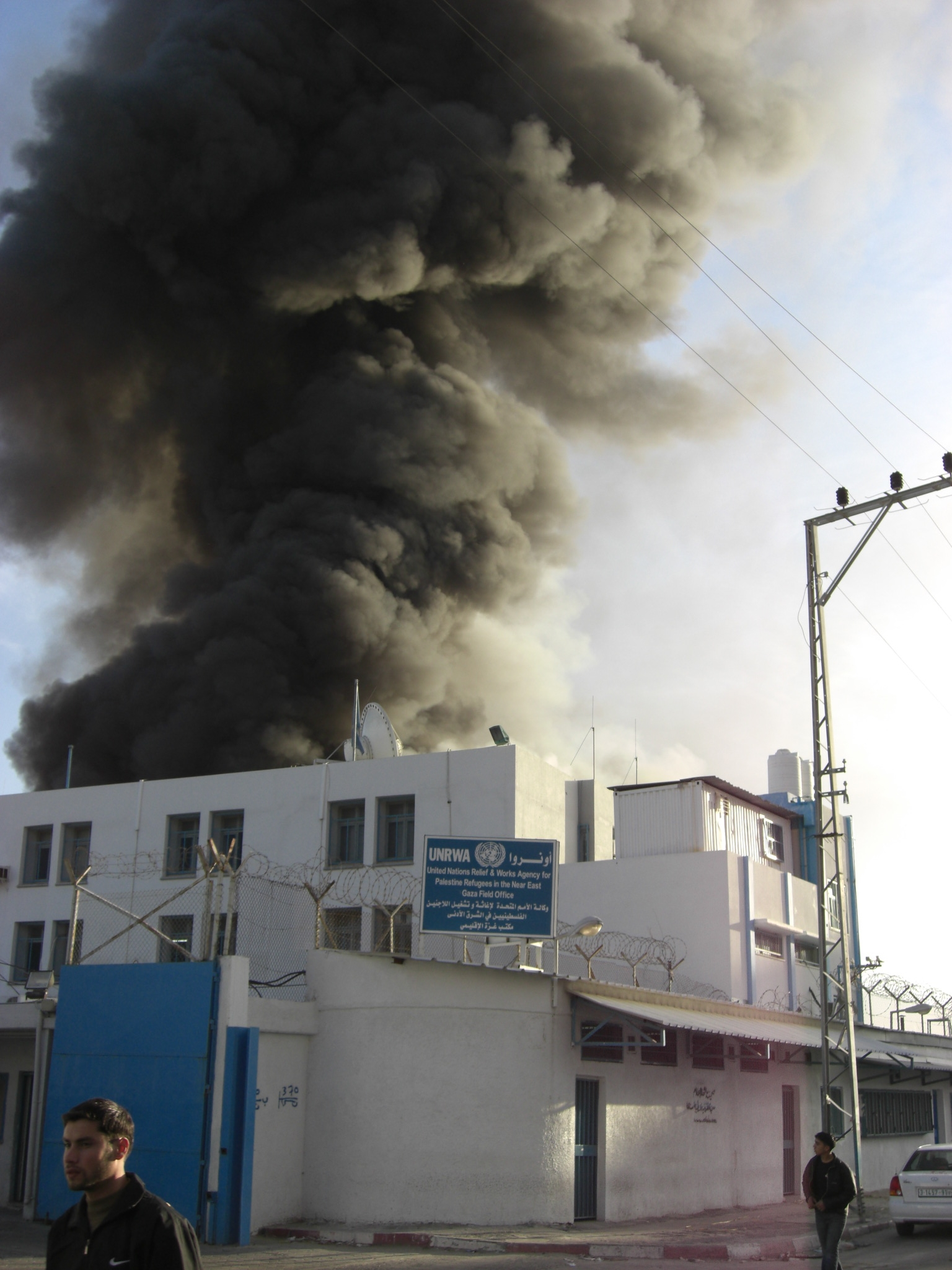
قصف جيش الاحتلال الإسرائيلي لمقر وكالة الأنروا خلال الحرب على غزة 2008–2009

وفقا للمؤسس المشارك والمدير التنفيذي السابق أرييه نيير في منظمة هيومن رايتس ووتش فإنه «من الخطأ التصور أن المجتمعات المفتوحة يجب أن تكون بمنأى عن انتهاكات حقوق الإنسان.» فسر نيير في هذه النقطة وأكد على أن المنظمة واجهت فعليا صعوبة في التمييز بين «تلك الأخطاء التي ارتُكبت في الدفاع عن النفس وتلك التي ارتكبت عمدا» كما أن الاعتماد على قوانين الحرب خلال التحقيق في مسألة انتهاك حقوق الإنسان أمر لا يُغني ولا يُسمن من جوع، ثم يُضيف قائلا: «لو اعتمدنا على مثل هذه الأسباب فإن جماعات مثل تنظيم القاعدة في العراق الذي قتل عشرات الآلاف من المدنيين بعد الغزو الأمريكي في العام 2003 يُمكن أن يجد مبررا لجرائمه.»
كتب ناتان شارانسكي مقالا في القدس بعد هاجم فيه المنظمة ثم انتقدها حيث قال: «تم إنشاء المنظمة بحسن نية من أجل دفع العالَم على وقف انتهاكات حقوق الإنسان؛ أما اليوم فقد أصبحت هيومن رايتس ووتش أداة في يد الأنظمة الديكتاتورية للقتال ضد الديمقراطيات ... حان الوقت أن نسمي الأشياء بأسمائها. الحقيقية هي أن نشاط هذه المنظمة اليوم هو بعيد كل البعد عمّا تم إعداده قبل 30 عاما.» لكن وفي المقابل فقد رد كينيث روث على ما ورد في المقالة قائلا: «تُمثل إسرائيل نحو 15 في المئة من نسبة تغطية الأخبار في المنطقة ... نغطي الحرب هناك [يقصد الشرق الأوسط] وقد وثقنا كل الانتهاكات من قبل جميع الاطراف.» ثم يضيف روث: «التقاعس عن محاسبة المسؤولين في إسرائيل يزيد من حالة الغضب والاستياء بين السكان الفلسطينيين في العالم العربي ويُضعف المعتدلين الذين يرغبون في تحقيق السلام.» كتب مراسل مجلة التايم في الشرق الأوسط سكوت ماكلويد مقالا لصالح جريدة لوس أنجلوس تايمز ذائعة الصيت ذكر فيه أن السياسة الإسرائيلية لا يمكن أن تكون محمية من مجموعة مثل هيومن رايتس ووتش. جدير بالذكر هنا أن هيومن رايتس ووتش قد اتُهمت بالانحياز ضد إسرائيل، وبتبني أجندة مضادة لتلك الإسرائيلية كما اتُهمت بتغطية الأخبار من طرف واحد لا غير.

### ادعاءات بالتحيز لصالح إسرائيل
خلال حرب لبنان 2006 ذكر الصحفي البريطاني جوناثان كوك أن «هيومن رايتس ووتش تعمدت نشر بيانات تُعزز مكانة إسرائيل على الساحة الدولية مقابل تشويه سمعة الطرف الآخر حزب الله؛ فمثلا ذكرت المنظمة أن الجيش الإسرائيلي يتجنب استهداف المدنيين على عكس ما يقوم به مقاتلو حزب الله ... من الواضح أن هذه المنظمة من وراء كل هذا هو استرضاء اللوبي الإسرائيلي القوي.» وفقا لكوك دائما فإن «هيومان رايتس ووتش تتهم حزب الله بارتكاب أخطر جرائم الحرب ضد إسرائيل على الرغم من أنه قتل عدد أقل بكثير من المدنيين الذين قتلوا جراء الصواريخ الإسرائيلية.» في مقابلة له مع ممثل هيومن رايتس ووتش، دافع كوك عن موضوعية المنظمة وأكد على أنه لم ينتقد تجارب وبحوث رايتس ووتش بل انتقد تفسيراتها. انتُقدت هيومن رايتس ووتش أيضا بالانحياز للجانب الإسرائيلي وذلك بعدما التزمت الصمت حيال استخدام الإسرائيليين باقي الفلسطينيين العُزّل كدروع بشرية. انتقد نورمان فينكلشتاين منظمة هيومان رايتس ووتش حيث قال: «هي [يقصد المنظمة] تسعى إلى استرضاء النقاد المؤيدين لإسرائيل لذلك حاولت تفادي توثيق جرائم الحرب الإسرائيلية في لبنان.»
في كانون الأول/ديسمبر 2012 انتقدت حركة حماس الفلسطينية منظمة هيومن رايتس ووتش بعدما نشرت المنظمة تقريرا أدانت فيه الجماعات المسلحة الفلسطينية التي تُطلق مئات الصواريخ تجاه المناطق المأهولة بالسكان في إسرائيل. وبحسب الناطق باسم الحركة «فإن الفلسطينين قُتلوا بالمئات على يد الاحتلال لكن المنظمة لم تُحرك ساكنا حينها! وعندما نُحاول تحرير وطننا تصفنا المنظمة بالإرهاب وتُدين ما نقوم به؟»

## انتقادات من الحكومة المصرية
في يوم 14 أغسطس/آب من عام 2014 ذكرى مرور السنة الأولى على حادث فض اعتصامي رابعة العدوية والنهضة من قبل الشرطة المصرية في مسجد رابعة العدوية والنهضة ما أدى إلى اشتباكات أسفرت عن مقتل 638 شخصا منها 43 من ضباط الشرطة بحسب وزارة الصحة المصرية، نشرت هيومن رايتس ووتش تقريرا تتهم فيه قوات الأمن باستعمال القوة المفرطة كما أكدت على أن هذا الفض والاعتداء الذي خلاله كان مخططا ومدبرا له من جانب أعلى المسؤولين في الحكومة المصرية وفي الجيش المصري أيضا. بالنسبة لهيومن رايتس ووتش فعدد القتلى المُبلَغ عنه من قِبل وزارة الصحة التابعة للدولة أصلا غير صحيح لأن عدد القتلى الحقيقي -حسب المنظمة طبعا- يتراوح ما بين 817 إلى ما يقرب من 1000 قتيل. لم تكتف رايتس ووتش بهذا بل أصرَّت على أن ما ارتكبته قوات الشرطة المصرية يرقى إلى مستوى «الجرائم ضد الإنسانية.»
لكن وفي المقابل فقد ردت حكومة مصر في بيان رسمي لها كل ما ورد في تقارير هيومن رايتس ووتش بل انتقدتها زاعمة مقالات المنظمة التقرير تفتقر إلى الشفافية خاصة أنها تجاهلت عنف المتظاهرين ثم اتهمتها بالتحيز لصالح جماعة الإخوان المسلمون. نتيجة هذا الرد -غير المتوقع- من الحكومة المصرية، دعا المدير التنفيذي كينيث روث سارة ليا ويتسون التي تهتم بقضايا حقوق الإنسان في الشرق الأوسط وشمال أفريقيا إلى العمل على رصد حقوق الإنسان في مصر كما دعت المنظمة إلى الإفراج الفوري عن كل الصحفيين والدبلوماسيين الذين اعتقلتهم السلطات خلال تلك الفترة.
عادت الحكومة المصرية لإثارة الجدل مجددا وهذه المرة بعدما نشرت بيانا على الحساب الرسمي في فيسبوك لوزارة الداخلية المصرية والذي اتهمت فيه هيومن رايتس ووتش بالعمل بصورة غير قانونية في مصر كما ادعت أنها لم تحصل على ترخيص من السلطات.

## انتقادات من الحكومة الإثيوبية
أثارت الحكومة الإثيوبية الكثير من التساؤلات حول طبيعة منظمة هيومن رايتس ووتش والأساليب الي تتبعها في كتابة تقاريرها، ثم نفت الحكومة الإثيوبية «مزاعم» هيومن رايتس ووتش بخصوص الانتهاكات في أوغادين واعتبرت ذلك مجرد إشاعات بل مجرد أخبار «مُتسرعة».